# T.I.

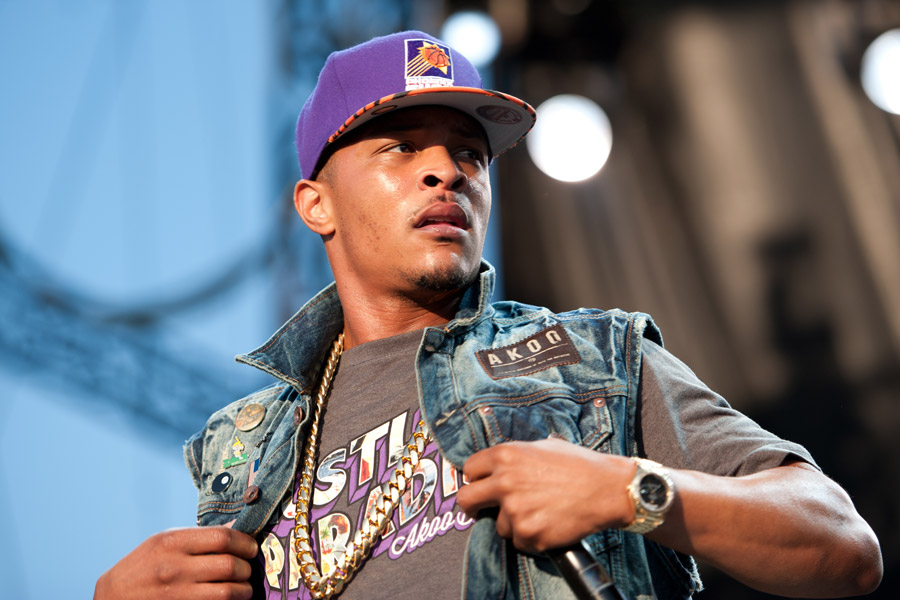
T.I.

Tyrone Joseph Ivy, Jr. (Atlanta, Geòrgia, 25 de setembre de 1980), més conegut pel seu pseudònim T.I., o bé Tip o T.I.P., és un cantant de hip-hop, productor, actor de cinema i autor de dues novel·les estatunidenc. Ha sofert tres condemnes de presó per diversos delictes.